# Lưu Liên Nhân
Lưu Liên Nhân (tiếng Trung: 刘连仁; 1913 – 2 tháng 9 năm 2000) là một nô lệ chiến tranh người Trung Quốc ở Nhật Bản trong chiến tranh thế giới thứ hai. Lưu sinh ra Cao Mật, Sơn Đông, Trung Hoa Dân Quốc và bị gửi đến Nhật Bản để làm việc với tư cách là nô lệ lao động sau chiến tranh Trung–Nhật.
Vào tháng 7 năm 1945, Lưu đã trốn thoát từ một mỏ than đá Hokkaidō (Công ty Khai thác mỏ Meiji) và sống trên núi trong 13 năm trước khi được người dân địa phương tìm thấy vào tháng 2 năm 1958. Ông nhận ra chiến tranh đã kết thúc và yêu cầu được trở về Trung Quốc.
Vào tháng 3 năm 1996, Lưu và gia đình đã kiện chính phủ Nhật Bản, đòi bồi thường nhưng Công ty Khai thác mỏ Meiji không còn tồn tại. Trong phán quyết năm 2001, Tòa án quận Tokyo đã giữ nguyên đơn kiện của Lưu trong phiên sơ thẩm và yêu cầu chính phủ Nhật Bản phải bồi thường cho ông số tiền khoảng 160.000 đô la Mỹ. Sau đó, chính phủ Nhật Bản đã đệ đơn kháng cáo, lật lại phán quyết trước đó, với lý do không có điều khoản bồi thường cho luật quốc tế và trước chiến tranh Nhật Bản.
Chủ tọa phiên tòa Seiichiro Nishiok nói trong phán quyết của mình: "Chính phủ Nhật Bản đã buộc lao động khắc nghiệt đối với ông và buộc ông phải sống một cuộc sống không thể diễn tả được trong một thời gian dài."
Chính phủ Nhật Bản tuyên bố rằng Lưu không có bằng chứng về việc bị cưỡng bức vận chuyển (ép tới Nhật Bản) hoặc bị cưỡng bức lao động.
Ông qua đời năm 2000 vì ung thư, thọ 87 tuổi.